# Canon EOS 600D
La Canon EOS 600D és una càmera rèflex de lent única (SLR) de 18,0 megapíxels, posada a la venda per Canon el 7 de febrer del 2011. És coneguda com a EOS Kiss X5 al Japó i com a EOS Rebel T3i a Amèrica. La 600D és la segona càmera Canon EOS que té una pantalla LCD articulada i substitueix la 550D, tot i que el model anterior no es va interrompre fins al juny del 2012, quan el successor de la 600D, la 650D, es va anunciar. Aquesta càmera és fàcilment manejable a nivell usuari i permet un gran control sobre la pràctica fotogràfica per aconseguir resultats molt professionals. Això és degut a les moltes funcions que proporciona, que són adequades per a la fotografia avançada.

## Prestacions
- 18,0 megapíxels efectius, sensor CMOS APS-C
- Gravació de vídeo Full HD 1080p amb control manual a 24/25/30 frames/s
- Gravació de vídeo HD 720p a 640X480 a 50/60 frames/s
- 3-10X Zoom digital en gravació de vídeo (només disponible a 1080p)
- Processador d'imatge DIGIC 4[3]
- Conversió digital de 14-bit de senyal analògic a digital
- 3 polzades (76mm) 3:2 de relació d'aspecte del monitor LCD
- Pantalla articulada heretada de la 60D
- Mode de visualització en viu
- Flaix integrat amb Speedlite[4] amb suport wireless multi-flash
- Enfocament ampli, seleccionable, de nou punts AF amb sensor de tipus creu al centre a f/2,8
- Quatre modes de mesurament, utilitzant 63 zones: puntual, parcial, mitjana ponderada al mig i mesurament avaluatiu
- Prioritat de ressalt de tons
- Sistema EOS integrat de neteja
- Espais de color sRGB i Adobe RGB configurables
- ISO 100-6.400 ampliable a 12.800
- Fotografies contínues fines a 3,7 frames/s (bufer de 34 imatges (JPEG), o 6 imatges (RAW))
- Sortida de vídeo PAL/NTSC
- SD, SDHC i memòria SDXC targeta d'emmagatzematge d'arxius
- RAW i JPEG simultanis o per separat
- Suport per Eye-Fi
- USB 2.0, interfície HDMI
- Bateria LP-E8
- Pes aproximat 570g amb bateria i targeta de memòria

## Millores
Pantalla articuladaAquest és realment el punt que la diferencia de la 550D, ja que a la 600D la pantalla és articulada, permetent visualitzar la gravació en vídeo en posicions que no permet la 550D. Així mateix, aquesta capacitat és heretada de la 60D. La resta de millores ja estaven incorporades a la prèvia 550D. El moviment del monitor es fonamenta en un eix lateral que li permet adoptar qualsevol angle i que resulta molt útil a l'hora de treballar amb la previsualització Live View i, sobretot, durant la gravació de seqüències de vídeo. A més, també és possible ocultar el panell per a protegir-lo quan transportem la càmera, un detall que pot semblar menor, però que s'agraeix.
18MP CMOS SensorIdeal per a aquells que volen crear grans impressions de mida pòster, o retallar les imatges sense perdre cap dels detalls necessaris per a la impressió. El sensor és excepcional amb poca llum i produeix imatges amb molt poc so.
DIGIC 4Canon DIGIC 4 treballa amb el processador de sensor CMOS per a oferir 14-bits de processament d'imatges, per gradacions suaus i colors naturals. També ofereix reducció avançada de soroll al disparar a velocitats ISO altes i permet revisar la imatge quasi instantàniament.
High ISO de poca llumQuan cauen els nivells de llum, la EOS 600D ofereix una gamma de sensibilitats ISO de fins a 6400 – ampliable a 12.800 per a aquells entorns en els quals utilitzar el flaix no és desitjable.
Full HD de gravació de vídeoL'EOS 600D té la capacitat de gravar en Full HD (1080p) de vídeo. Per a satisfer la creativitat dels usuaris, la EOS 600D compta amb un control totalment manual y les taxes de seleccionar el marc. També pot gravar pel·lícules d'alta velocitat a 50/60fps 720P per quan l'acció és molt ràpida. Una connexió HDMI d'alta definició, reproducció de vídeo i imatges en qualsevol HDTV. També amb la reproducció de TV compatible es pot controlar utilitzant el control remot de la televisió.
7,7cm (3,0") Clear LCDComprovacions detallades de les imatges i de vídeo són possibles amb una 77mm (3,0) 3:2 pantalla LCD Clear View, que compta amb un disseny ultra alt d'1.040.000 punts per a major claredat. Canviar a mode Live View i utilitzar l'aliment visual a temps real al disparar des d'angles poc habituals.
Sistemes de mesura iFCLUna nova capa de 63-de dues zones de mesura d'anàlisi del sensor d'enfocament, color i luminància d'informació, proporcionant mesura precisa i consistent.
Pantalla de control ràpidAccessible amb un botó que proporciona un fàcil accés a funcions d'ús comú, assegurant que està llest per a disparar.
Presa de micròfon externEs pot afegir un micròfon addicional per a obtenir un so de millor qualitat usant el connector jack de 3,5mm estèreo.
Pel·lícula de cultiusDispara pel·lícules VGA amb un zoom efectiu de 7x i permet dispara a llarga distància sense haver de canviar les lents.
Crear un sistema de disparamentLa EOS 600D és compatible amb la gamma completa de Canon EF i EF-S i els flashos Speedlite sèrie EX.

## Filtres creatius
La Canon EOS 600D permet aplicar una sèrie de filtres creatius a una imatge després de disparar i guardar-la com una nova imatge. Aquests filtres són els següents:
B/N amb graFa que la imatge tingui gra i es vegi en blanc i negre. És possible canviar l'efecte de blanc i negre ajustant el contrast.
Enfocament suauDona a la imatge un aspecte suau. Ajustant l'efecte de difuminat es pot canviar el grau de suavitat.
Efecte ull de peixAplica l'efecte d'un objectiu d'ull de peix. La imatge tindrà una distorsió de tipus barril. L'àrea que queda retallada per la perifèria de la imatge canviarà en funció del nivell d'aquest efecte del filtre. A més, donat que aquest filtre amplia el centre de la imatge, és possible que la resolució aparent al centre es degradi, segons el nombre de píxels gravats.
Efecte de càmera de joguinaDona un matís de color típic de les càmeres de joguina i enfosqueix les quatre cantonades de la imatge. Es pot canviar el matís de color ajustant el to de color.
Efecte miniaturaCrea un efecte de diorama. Pot canviar quina part de la imatge es veu nítida. A les imatges RAW, se'ls aplicarà el filtre creatiu i es guardarà com una imatge JPEG.